# The Missing Rembrandt
Pour plus de détails, voir Fiche technique et Distribution.
The Missing Rembrandt est un film britannique réalisé par Leslie S. Hiscott, sorti en 1932.

## Fiche technique
- Titre original : The Missing Rembrandt
- Réalisation : Leslie S. Hiscott
- Scénario : Cyril Twyford et H. Fowler Mear, d'après la nouvelle "Charles Auguste Milverton" d'Arthur Conan Doyle
- Photographie : Sydney Blythe et Basil Emmott
- Son : Baymham Homri
- Montage : Jack Harris
- Production : Julius Hagen
- Société de production : Twickenham Film Studios Productions
- Société de distribution : Producers Distributing Corporation
- Pays d’origine :  Royaume-Uni
- Langue originale : anglais
- Format : noir et blanc — 35 mm — 1,37:1 — son Mono
- Genre : policier
- Durée : 84 minutes
- Dates de sortie :
  - Royaume-Uni : février 1932

## Distribution
- Arthur Wontner : Sherlock Holmes
- Ian Fleming : Docteur Watson
- Minnie Rayner : Mrs Hudson
- Philip Hewland : Inspecteur Lestrade
- Francis L. Sullivan : Baron Von Guntermann
- Miles Mander : Claude Holford
- Jane Welsh : Lady Violet Lumsden
- Dino Galvani : Carlo Ravelli
- Ben Welden : le détective de Pinkerton
- Antony Holles : Marquis de Chaminade